# Nese Ituaso-Conway
Pour les articles homonymes, voir Conway.
Nese Ituaso-Conway est une femme politique tuvaluane.

## Biographie
Nese Ituaso-Conway est membre du Pacific Public Health Surveillance Network, de la Communauté du Pacifique, et du Pacific Response Fund Committee qui se concentre sur le combat contre le virus de l'immunodéficience humaine. Elle est également directrice nationale du programme contre la tuberculose mis en place par l'Organisation mondiale de la santé.
Nese Ituaso-Conway est d'abord directrice de la santé publique de l'hôpital Princesse Margaret de Funafuti et devient médecin général des Tuvalu. Elle supervise des programmes de santé publique, en particulier contre des maladies tropicales, pour l'archipel. Les maladies sur lesquelles elle se concentre sont la tuberculose et la filariose lymphatique. En 2014, elle travaille à l'arrêt d'une épidémie de dengue dans la région.
En 2018, elle est secrétaire permanente du bureau du premier ministre des Tuvalu,,.
En 2020, elle est secrétaire permanente du ministère des travaux publics, de l'infrastructure, de l'environnement, du travail, de la météorologie et des catastrophes.